# Charles Sorley
Charles Hamilton Sorley (Aberdeen, 19 maggio 1895 – Hulluch, 13 ottobre 1915) è stato un poeta e militare scozzese.

## Biografia
Charles Sorley nacque ad Aberdeen, figlio del filosofo e accademico William Ritchie Sorley. Studiò alla King's College School di Cambridge a al Marlborough College. Prima di immatricolarsi all'University College dell'Università di Oxford, Sorley passò sei mesi in Germania dal gennaio al luglio 1914 e decise di studiare all'Università di Jena, che frequentò fino allo scoppio della prima guerra mondiale.
Dopo che la Germania dichiarò guerra alla Russia, Sorley fu arrestato e detenuto per un pomeriggio a Treviri, ma fu rilasciato con l'ordine di tornare in patria. Tornato in Gran Bretagna, Sorley si arruolò volontariamente come secondo tenente del Suffolk Regiment. Arrivò sul fronte occidentale il 30 maggio 1915 e tre mesi più tardi fu promosso al rango di capitano. Sorley morì in azione il 13 ottobre 1915 quando un cecchino tedesco gli sparò in testa. Il luogo di sepoltura è ignoto e il nome di Sorley viene ricordato, insieme a quello di altri quindici "war poets" britannici, nel poets' corner dell'abbazia di Westminster a Londra.

## Attività letteraria
Le poesie che Sorley scrisse al fronte furono pubblicate postume nel gennaio 1916 nella raccolta Marlborough and Other Poets; la raccolta fu un successo e fu ristampata sei volte prima della fine dell'anno. I genitori curarono una raccolta delle sue lettere, pubblicate nel 1919. In Addio a tutto questo Robert Graves descrisse Sorley come uno dei tre più grandi poeti (insieme ad Isaac Rosenberg e Wilfred Owen) uccisi nel primo conflitto mondiale e il poeta laureato John Masefield definì la sua morte come la più grande perdita per la poesia avvenuta durante la Grande guerra.

## Opere
- Marlborough and Other Poems. Cambridge University Press, 1916.
- The Letters of Charles Sorley with a chapter of biography. Cambridge University Press. 1919.